# I. Henrik sogorbi úr
I. Henrik (1400 – Calatayud, Aragónia, 1445. június 15.), spanyolul: Enrique de Trastámara (infante de Aragón), katalánul: Enric I d'Aragó i d'Alburquerque, olaszul: Enrico Fernandez d'Aragona,  latinul: Henricus I Aragonensis, kasztíliai és aragóniai királyi herceg, Kasztília régense, Villena hercege iure uxoris, Alburquerque és Empúries grófja, Sogorb (Segorbe) ura és a Szent Jakab-rend nagymestere. A Trastámara-ház aragóniai királyi ágának a tagja.

## Élete
Apja I. Ferdinánd aragón király, I. János kasztíliai királynak és első feleségének, Eleonóra aragón infánsnőnek, IV. Péter aragón király és Aragóniai Eleonóra szicíliai királyi hercegnő lányának volt a másodszülött fia. Anyja Kasztíliai Eleonóra alburquerquei grófnő, Kasztíliai Sancho alburquerquei grófnak, XI. Alfonz kasztíliai király természetes fiának és Beatrix portugál infánsnőnek, I. Péter portugál király és Inês de Castro posztumusz portugál királyné lányának a lánya. Henrik mind az apja, mind pedig az anyja révén XI. Alfonz kasztíliai király leszármazottja volt, hiszen apai nagyapja, I. János kasztíliai király annak a II. Henrik kasztíliai királynak volt a fia, aki Henrik anyai nagyapjának, Kasztíliai Sancho alburquerquei grófnak volt az édestestvére, hiszen mindketten XI. Alfonz kasztíliai király házasságon kívüli gyermekei és I. Péter kasztíliai király féltestvérei voltak.
Henrik kasztíliai infánsként látta meg a napvilágot, és nevét a spanyol dédapja, II. Henrik kasztíliai király után kapta, de a kasztíliai trón elnyerésére nagyon kis esélye volt, hiszen apja, Ferdinánd infáns csak a másodszülött herceg volt Kasztíliában, és ő is apja harmadszülött gyermeke volt. Ennek ellenére egész életét a kasztíliai királyi cím megszerzésének a vágya hajtotta, amely sosem teljesedett be számára. Apja, Ferdinánd infáns, aki a bátyjának III. Henrik kasztíliai királynak a halála (1406) után a bátyja kiskorú fia, II. János nevében a sógornőjével, Lancasteri Katalinnal együtt Kasztília társrégense lett, 1412-ben IV. Péter aragóniai király unokájaként megnyerte az aragón örökösödési háborút, és ezzel I. Ferdinánd néven Aragónia királya lett. Henrik kasztíliai királyi herceg 12 évesen így aragón infánssá is vált, de élete végéig spanyolnak, illetve kasztíliainak tartotta magát, és jobban szeretett a szülőhazájában, Kasztíliában élni, mint Aragóniában. Aragóniában a XII. századtól, a Barcelonai-ház uralmától kezdve, amely 1410-ig volt a királyság uralkodóháza, a katalán nép és nyelv volt túlsúlyban, és a katalán volt az udvar nyelve is.
1409-ben, még kasztíliai infáns korában apja mint Kasztília régense kinevezte harmadszülött fiát a Szent Jakab-rend nagymesterévé. Bár apja több királyságot is birtokolt egyszerre (Aragónia, Valencia, Szicília, Szardínia, Mallorca), annak ellenére sem gondolt arra, hogy fiai között felossza őket, hogy öt fia született, és közülük négy megérte a felnőttkort. Még a Szicíliai Királyságot sem engedte el, amely pedig 1409-ig, I. (Ifjú) Márton haláláig külön uralkodóval rendelkezett. Ezért egyedül csak a legidősebb bátyja, Alfonz infáns remélhetett királyi koronát 1412-től, aki apjuk halála (1416) után megörökölte az Aragón Korona országait. Fiatalabb bátyja, János infáns is csak úgy remélhetett királyi címet, ha uralkodónőt vagy trónörökösnőt vesz feleségül, vagy pedig sokáig él, és reménykedik, hogy bátyjuknak, Alfonznak nem születik törvényes fia (ez be is következett 1458-ban, de János ekkor már a 60-at is betöltötte, Henrik azonban már régen nem élt). János először II. Johanna nápolyi királynővel járt jegyben, majd végül Évreux-i Blanka özvegy szicíliai királyné (Ifjú Márton második felesége) és navarrai trónörökösnő kezét nyerte el 1420-ban, és 1425-ben felesége jogán Navarra királya lett. Az ifjabb bátyjának tehát sikerült királyi koronát szereznie.
Henrik mivel semmit sem remélhetett az apai örökségből, 1418. május 18-án az anyja lemondott a javára az örökölt birtokáról, a Kasztíliában fekvő Alburquerquei Grófságról. 1418. június 2-án meghalt Lancasteri Katalin kasztíliai királyné, aki a fia, II. János kiskorúsága idején volt Kasztília (társ)régense (1416-ig sógorával I. Ferdinánddal együtt). Miután II. János még ekkor is csak 13 éves volt, így önállóan még nem uralkodhatott, kinevezték a két rangidős kasztíliai infánst, a kis király unokatestvéreit, Henriket és ifjabb bátyját, János infánst Kasztília társrégenséivé. A régensség viszont csak kilenc hónapig tartott, hiszen a kasztíliai király 1419. március 6-án betöltötte a 14. életévét, és így nagykorúnak nyilvánították, ugyanis a fiúk ettől a kortól kezdve házasodhattak (a lányok 12 éves koruktól). Henrik befolyása a királyi unokatestvérére azonban továbbra is megmaradt, sőt erősödött is azzal, hogy 1420. július 12-én feleségül vette II. János fiatalabb nővérét, Trastamarai Katalin kasztíliai királyi hercegnőt, Villena hercegnőjét, III. Henrik kasztíliai király és Lancasteri Katalin angol királyi hercegnő másodszülött lányát, és felesége kezével elnyerte a Villena hercege címet. Henrik idősebb bátyja, V. Alfonz aragóniai király már 1415-től nős volt II. János idősebb nővérével, Máriával, míg nővére, Aragóniai Mária Henrik házasságkötését követő hónapban, 1420. augusztus 4-én ment feleségül II. János kasztíliai királyhoz.
A sógorára való befolyása azonban nem volt hosszú életű, mert II. János kegyence, Álvaro de Luna kitúrta Henriket a hatalomból, és 1422 júniusában Madridban letartóztatták, kasztíliai birtokait pedig elkobozták, és börtönbe zárták, először a madridi Alcázarba, majd Mora erődjébe került. Bátyja, V. Alfonz természetesen minden diplomáciai eszközt bevetett öccse szabadon bocsátásáért. Háborúval fenyegette meg Kasztíliát, ha nem engedik szabadon Henriket. Végül 1427-ben nyílt meg a börtön ajtaja számára. A Majanói Szerződésben 1430 júliusában végleg megfosztották kasztíliai birtokaitól, amely Aragónia katonai beavatkozásához vezetett, melynek eredményeként kiutasították Kasztíliából. Bátyja Henrik kasztíliai földjeinek és címeinek elkobzását a saját királyságaiban fekvő birtokokkal kompenzálta, így megtette a Katalóniában fekvő Empúries grófjának és a Valenciában elterülő Sogorb (Segorbe) urának.
Henrik szenvedélyes alkatú és lázadó természetű volt. Halálát egy harcban szerzett sérülés okozta, amelyet a kasztíliai király ellen vezetett vesztes csatában szerzett 1445. május 19-én Olmedóban (Valladolid mellett). A súlyosan megsebesült Henriket sikerült a biztonságos Aragóniába szállítani, de már nem tudták megmenteni, és végül 1445. június 15-én Calatayudban halt meg.
Első felesége egy gyermeket a világra hozott, amely szülés az ő és gyermeke életébe került 1439. október 19-én.
Másodszor 1443. április 7-én Medina del Campo-ban feleségül vette Pimentel Beatrix benaventei grófnőt, Rodrigo Pimentel benaventei grófnak és Enríquez Eleonóra kasztíliai úrnőnek (XI. Alfonz kasztíliai király dédunokájának a lányát, akitől szintén egy fia született, immár életképesen, de Henrik még azelőtt meghalt, hogy fiát láthatta volna, és ezért a kisfiút így kortársai a Szerencsés jelzővel illették.
Ifjabb bátyja, II. János navarrai király, akinek az első felesége, I. Blanka navarrai királynő 1441-ben halt meg, Henriknek köszönhette második feleségét, és még Henrik életében, 1444. április 1-jén vagy szeptember 1-jén eljegyezte sógornőjének, Pimentel Beatrixnak az unokahúgát, Enríquez Johannát. Henrik második felesége, Pimentel Beatrix ugyanis II. János navarrai király második feleségének, Johannának volt az elsőfokú unokatestvére, hiszen Beatrix anyja, Enríquez Eleonóra és Johanna királyné apja, Enríquez Frigyes testvérek voltak. A házasság már Henrik halála után, 1447. július 1-jén jött létre, és ebből a házasságból származott többek között Katolikus Ferdinánd, aki öröksége révén Aragónia, felesége, Katolikus Izabella jogán Kasztília királya is lett.

## Gyermekei
- 1. feleségétől, Trastamarai Katalin (1403–1439) kasztíliai királyi hercegnőtől, Villena hercegnőjétől, 1 fiú:
  - N. (fiú) (Zaragoza, 1439. október 19. – Zaragoza, 1439 október 19.) aragón és kasztíliai királyi herceg
- 2. feleségétől, Pimentel Beatrix (1410 körül–1498) benaventei grófnőtől, 1 fiú:
  - Henrik (1445–1522), Szerencsés, aragón királyi herceg, II. Henrik néven Sogorb (Segorbe) hercege, Empúries grófja, felesége Bragança Guiomar (1470 körül–1516), Faro grófnője, I. János portugál király ükunokája, 3 gyermek, többek között:
    - Alfonz (1489–1562) aragón királyi herceg, I. Alfonz néven Sogorb (Segorbe) hercege, felesége Johanna (1506 körül–1564), Cardona hercegnője, 12 gyermek+1 természetes fiú
    - Izabella (1491–?) aragón királyi hercegnő, férje Iñigo Lopez de Mendoza (1493–1566), El Infantado hercege, utódok